# Konstantin Dschussojew
Konstantin Chasanowitsch Dschussojew (russisch Константин Хасанович Джуссоев; geboren am 23. November 1967 im Südossetischen Autonomen Gebiet, Georgische Sozialistische Sowjetrepublik, UdSSR) ist ein südossetischer Politiker. Seit dem 20. Juni 2022 ist er der Premierminister der Republik Südossetien.
1989 beendete er sein Studium der Ingenieurwissenschaften am Südossetischen Pädagogischen Institut mit einem Abschluss.
Von 1993 bis 2011 arbeitete Dschussojew in Nordossetien und ab 2011 für die Firma Megapolis-T, die seit dem Jahr 2011 die größten Bauprojekte in Südossetien durchführte.
Am 17. Juni 2022 wählte das südossetische Parlament zum neuen Premierminister und drei Tage später ernannte ihn Präsident Alan Gaglojew zum Regierungschef. Bei seiner Antrittsrede als Regierungschef thematisierte er unter anderem die demographische Lage in der De-facto-Republik und mahnte zur Unterstützung der ossetischen Sprache an. Darüber hinaus sprach er sich für Steuersenkungen für Unternehmen aus.
Im Sommer 2025 verkündete Dschussojew, dass ein im Rahmen eines sozioökonomischen Entwicklungsprogramm für den Zeitraum 2026–2030 Investoren Vorzugskredite sowie günstige Bedingungen für die Unternehmensentwicklung erhalten können.